# Urbanus proteus
Urbanus proteus – owad z rzędu motyli, z rodziny powszelatkowatych (Hesperiidae). Nazwa angielska to Long-tailed skipper. Ze względu na charakterystyczne zawijanie liści przez gąsienice zwany czasami Bean leafroller.

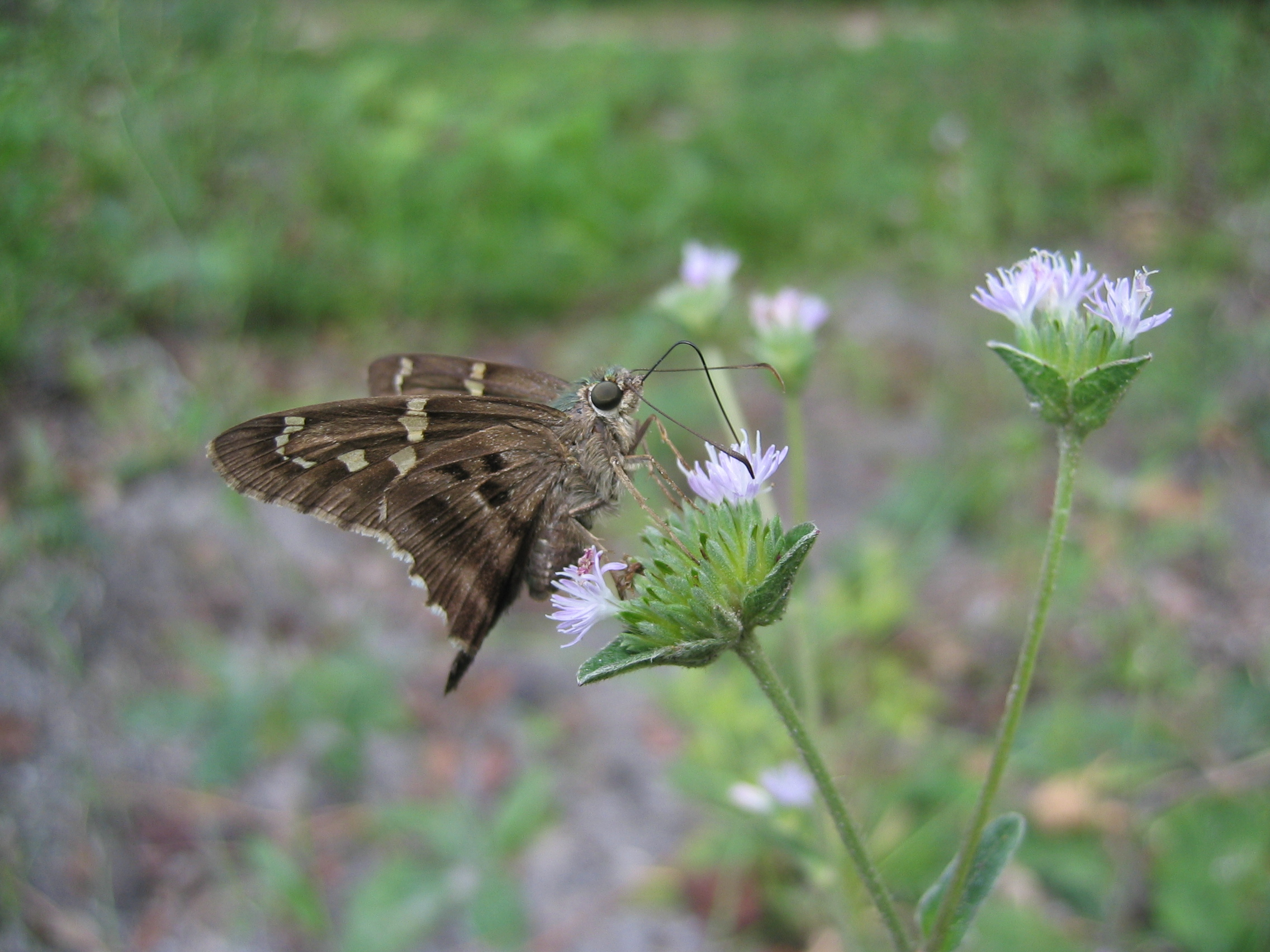
Urbanus proteus

Rozpiętość skrzydeł tego motyla wynosi do 4,5 – 6,0 cm. Ubarwienie skrzydeł brązowe do ciemnobrązowego. Tylne skrzydła wydłużone. Ciało i podstawa skrzydeł od strony grzbietowej niebiesko-zielona. Na Florydzie i w Teksasie występują 3 pokolenia w ciągu roku i tam motyl lata cały rok.
Samice składają do 20 jaj które przylepiają po spodniej stronie liści. Gąsienice żywią się liśćmi Gąsienica barwy szaro-zielonej z cienką ciemną pręgą na grzbiecie oraz z szerszymi żółtymi pręgami po bokach ciała. Odnóża barwy pomarańczowej. Głowa brązowoczerwona z dwoma pomarańczowymi plamkami.
Występuje na terenie Ameryki Północnej, Ameryki Środkowej i Ameryki Południowej. W USA występuje głównie na terenie Florydy i Teksasu. Spotykany również w Connecticut, Illinois, Kansas, Arizonie i Kalifornii. Występuje na obrzeżach lasów w ogrodach na polach i innych otwartych przestrzeniach.